# بيير دي رونسار
بيير دو رونسار (بالفرنسية: Pierre de Ronsard) (1524-1585) شاعر فرنسي. يعد رونسار شاعراً غنائياً لامعاً، وقد تميز بالحساسية المفرطة، أصيب بالصمم وهو دون العشرين. وبالاشتراك مع جواشان دو بيليه  وبعض الأصدقاء قام بتأسيس جماعة البلياد الشعرية، وهي حركة أدبية نبذت التقاليد الشعرية التي كانت سائدة في القرون الوسطى وحاولت محاكاة الأدب الكلاسيكي. ولما كانت الملكية الفرنسية تعطف على الفنانين والكتاب وترعاهم منذ وجدت ، فقد نعم رونسار بحظوة كبيرة لدى الملك شارل العاشر الذي جمعه شاعر البلاط .